# 仇兴平
仇興平（？—），中华人民共和国軍事人物，中國人民解放军少將軍階。

## 生平
曾任南部战区政治工作部办公室主任，广州军区政治部秘书长。在2019年9月香港湖南联谊总会庆祝新中国成立70周年暨第二届理事会就职典礼上，仇兴平以少將兼中國人民解放军駐港部隊政治部主任身分出席。